# Victoria Marinova
Victoria Marinova, née le 7 septembre 1988 et morte le 6 octobre 2018 à Ruse (Roussé) est une journaliste et animatrice de télévision bulgare.

## Biographie
Victoria Marinova est directrice administrative de la chaine de télévision TVN de la ville de Roussé.
Le 30 septembre 2018, elle lance un nouveau talk show appelé Detector. Le 30 septembre 2018, la journaliste y diffuse une émission sur le blanchissement d'argent de GP Group, une entreprise du bâtiment. D'importants hommes d'affaires et politiciens sont en cause.

### Assassinat
Victoria Marinova a été étranglée le 6 octobre 2018. Elle a été violée avant son meurtre. 

Elle est la troisième journaliste d'investigation tué dans l'Union européenne en moins d'un an, après Daphne Caruana Galizia à Malte et Ján Kuciak en Slovaquie. Tous enquêtaient sur la corruption qui sévit dans leurs pays respectifs.
Margaritis Schina porte-parole de la Commission européenne demande à la Bulgarie qu'« une enquête rapide et approfondie afin de traduire en justice les responsables de cette attaque et de clarifier si elle avait un lien avec les activités professionnelles ».
Le 23 avril 2019, un homme de 21 ans qui avait fui en Allemagne, Severin Krasimirov, a plaidé coupable du viol et du meurtre et a été condamné à 30 ans de prison.